# Judith Durham
Judith Durham est une musicienne et chanteuse australienne née le 3 juillet 1943 et morte le 5 août 2022.

## Biographie
Judith Durham naît en 1943.
Elle a été chanteuse, notamment membre de The Seekers.
Elle meurt en 2022.